# Língua yagua
A língua Yagua /ˈjɑːɡwə/ é falada particularmente no nordeste do Peru pelo povo Yagua.  Conforme dados de 2005, parece que alguns falantes da língua migraram para a área da fronteira Colômbia-Peru, nas proximidades de Leticia (Colômbia). Um terço da população só fala Yagua, sendo a língua ensinada em escolas primárias do local. A língua é avaliada como sendo do grupo de línguas peba-yagua.

## Falantes
As estimativas mais recentes disponíveis (década de 80) são de que existem cerca de 3 a 4 mil falantes da língua. Naquela época, a maioria dos Yagua eram bilíngues em espanhol e língua Yagua. Algumas comunidades distantes ainda estavam em grande parte monolingues com as crianças ainda aprendendo a língua.  Em algumas comunidades , houve pressão dos pais sobre as crianças para falar apenas espanhol. Alguns Yaguas étnicos só falam espanhol espanhol.
Há algum grau de semi-lingualismo entre as mulheres Yagua que estão culturalmente assimiladas à cultura principal peruana. Isso contrasta com outros três grupos de Yagua: 1) mulheres idosas falantes fluentes Yagua com algum grau de espanhol, 2) Yaguas monolinguais não assimilados e 3) homens, todos falam Yagua com diferentes graus de fluência espanhol. As jovens são abordadas principalmente em Yagua, mas respondem em um espanhol simplificado
.:17

## Nome
O exônimo pode ser Yagua, Yawa, Yahua, Llagua, Yava, Yegua, ou ainda Nijyamïï Nikyejaada.

## Escrita
A língua usa o alfabeto latino com  6 vogais e 11 consoantes.

## Fonologia
Ver a tabela de sons para as letras da escrita Yagua (Símbolos ortográficos em negrito, IPA com [[ ]])

### Vogais
|         | Anterior | Central | Posterior |
| ------- | -------- | ------- | --------- |
| Fechada | i [i]    | ɨ [ɨ]   | u [u]     |
| Medial  | e [e]    |         | o [ɔ]     |
| Aberta  |          | a [a]   |           |

- Algumas vogais têm significates variações alofônicas, como /u/ que pode ser  [u] ou [o], e /a/, que pode ser [a] ou [æ].
- As vogais podem ser orais ou nasais.

### Consoantes
|                  | Bilabial | Alveolar | Palatal | Velar | Glotal |
| ---------------- | -------- | -------- | ------- | ----- | ------ |
| Nasal oclusiva   | m [m]    | n [n]    |         |       |        |
| Plosiva          | p [p]    | t [t]    | č [tʃ]  | k [k] |        |
| Fricativa        |          | s [s]    | s [s]   |       | h [h]  |
| Vibrante simples |          | r [ɾ]    | r [ɾ]   |       |        |
| Aproximante      | w [w]    |          | y [j]   |       |        |

## Vocabulário

### Sistema numérico
Yagua tem um sistema numérico de base cinco. Numerações diferentes são usadas para inanimados e animados. 
| # | Inanimado | Animado   | #  | Inanimado         | Animado           |
| - | --------- | --------- | -- | ----------------- | ----------------- |
| 1 | tárakí    | tíkí      | 6  | tárakínihyátee    | tíkinihyátee      |
| 2 | dárahúy   | dánuhúy   | 7  | dárahúnihyátee    | dánuhunihyátee    |
| 3 | múmurí    | múuváy    | 8  | múmurínihyátee    | múúványihyátee    |
| 4 | dáryahúyu | dányuhúyu | 9  | dáryahúyunihyátee | dányuhúyunihyátee |
| 5 | tádahyó   | tádahyó   | 10 | βuyahúy           | βuyahúy           |

### Plantas e animais
Alguns nomes de plantas e animais em yagua (Powlison 1995):
| Yagua           | Português          | Espanhol               | Nome científico           |
| --------------- | ------------------ | ---------------------- | ------------------------- |
| coochíy         | papagaio           | loro                   |                           |
| cúúchiy         | porco              | chancho                |                           |
| dasíy           | jaú                | cunchi (pez)           | Paulicea (?)              |
| ja̱a̱vachí        | pitiú              | cupizo (reg.)          | Podocnemis sextuberculata |
| baañú           | piaba              | lisa (pez)             | Leporinus spp.            |
| bicanú          | peixe-cachorro sp. | cachorro (pez)         | Acestrorhynchus           |
| cachúúnu        | macaco-barrigudo   | choro (mono)           | Lagothrix lagothricha     |
| caváñu          | cavalo             | caballo                |                           |
| co̱co̱biinú       | jaó                | panguana               | Crypturellus undulatus    |
| cucantáñu       | jaguatirica        | tigrillo               | Leopardus pardalis        |
| cúúmunú         | goiaba             | guayabo                |                           |
| chapíínu        | lagarta            | orruga, gusano         |                           |
| já̱á̱cuvóónu      | acauã              | huancahui (ave)        | Herpetotheres cachinnans  |
| jaseenú         | cumaru             | charapilla (árbol)     | Dipteryx                  |
| jávanu          | broca-do-coqueiro  | gorgojo                | Rhynchophorus palmarum    |
| múranu          | acariquara         | huacapu (árbol)        | Minquartia guianensis     |
| saritíñu        | sorva-grande       | leche-caspi            | Couma macrocarpa          |
| capítyu         | caracol            | caracol                |                           |
| co̱o̱tú           | caranguejo         | cangrejo               |                           |
| cumayo̱o̱tú       | bacurau            | chotacabras            | Caprimulgidae             |
| cuyo̱o̱tú         | borboleta          | mariposa               |                           |
| diintyú         | abelha sp.         | ronsapa                | Apis mellifera ?          |
| ja̱á̱ntu          | boto               | delfín                 |                           |
| jánarityú       | onça-parda         | puma                   |                           |
| jánu̱tyu pa̱jiitú | bicho-preguiça     | perezoso               |                           |
| ja̱a̱nu̱tyú        | tamanduá-bandeira  | esp. de oso hormiguero |                           |
| játintyu        | urumutum           | montete (ave)          | Nothocrax urumutum        |
| já̱a̱tyú          | biribá             | anona (fruta)          | Rollinia mucosa           |
| jiicara̱a̱tú      | aranha-d'água      | araña acuática         |                           |
| nimyutú         | pacu               | palometa (pez)         | Mylossoma spp., Metynnis  |
| morichatú       | lagartixa          | salamanquesa           | Squamata                  |
| múcatyu         | quatipuru          | ardilla                |                           |
| ni̱ntyú          | abacaxi            | piña                   |                           |

## Amostra de texto
Ne sarupay nijyami cumudeju darvantyamuy javatyasjiu. Jachipiyadati mirvara samirva, mirvamuy ne samirva. Ramunltiy sarivichanichara samirvariy jityunu vichavay.
Português
Todos os seres humanos nascem livres e iguais em dignidade e direitos. São dotados de razão e consciência e devem agir uns em relação aos outros com espírito de fraternidade. (Artigo 1º da Declaração Universal dos Direitos Humanos)